# Parungbanteng
Parungbanteng is een bestuurslaag in het regentschap Purwakarta van de provincie West-Java, Indonesië. Parungbanteng telt 2519 inwoners (volkstelling 2010).